# 대창 (동오)
대창(戴昌, ? ~ ?)은 중국 삼국 시대 동오의 정치가이다.

## 사적
동오에서 태위(太尉)를 지냈다. 정확한 재임 시기는 알 수 없으나, 동오의 태위로 전해지는 인물 중 가장 시기가 앞서 있다.
광릉(廣陵) 사람 성언(盛彦)이 재주가 있다는 명성을 듣고, 그를 불러내어 시로 문답을 나누었다.

## 출전
방현령, 《진서》 권88 효우열전(孝友列傳)
| 전임 (불명) | 동오의 태위 ? ~ ? | 후임 (사실상) 범신 |